# 尾藤景氏
尾藤 景氏（びとう かげうじ）は、鎌倉時代中期の武士。北条氏得宗家被官である御内人。
尾藤氏は藤原氏秀郷流の流れを汲み、元々の本貫地は、紀伊国北部の田仲・池田庄だったようで、歌人として有名な西行の出身氏族である同庄を拠点としていた佐藤氏と同族であった。
『尊卑分脈』の尾藤系図などによると、景氏は3代執権北条泰時によって得宗家初代家令に任命された叔父の尾藤景綱の養子となり尾藤氏を継承したとされる。5代執権北条時頼の没する弘長3年11月22日（1263年12月24日）以前には出家していたようで浄心と号した。寛喜2年（1230年）、御行始の馬引を北条光時と共に担当したという記述を皮切りに、延応2年（1240年）の藤原頼嗣生誕50日目の祝賀や、寛元3年（1245年）の檜皮姫の入内など、弘長3年（1263年）まで7回『吾妻鏡』にその名を見せる。
寛元4年（1246年）、泰時の邸宅が新築された際、養父の景綱と同様に、敷地内の南門東脇に住居を構えており、同年6月10日（1246年7月24日）には、執権と一部の有力者のみで構成される秘密協議「深秘の御沙汰」にも参列を許されるなど、景綱や諏訪盛重らと共に、幕府の中枢で政治の舵取りを行う寄合衆に任じられていた。弘長3年（1263年）の北条時頼臨終の際、最後の看病を許された得宗被官7人の中の一人でもある。